# Ghil'ad Zuckermann
Ghil'ad Zuckermann (hebrejski: גלעד צוקרמן) (Tel Aviv, 1. lipnja 1971.), izraelski jezikoslovac. Profesor je lingvistike na Sveučilištu u Adelaideu, Južna Australija, Australija.

## Važnija djela

### Knjige
- Revivalistics: From the Genesis of Israeli to Language Reclamation in Australia and Beyond, 2020, Oxford University Press (ISBN 9780199812790 / ISBN 9780199812776)
- Language Contact and Lexical Enrichment in Israeli Hebrew, 2003, Palgrave Macmillan (ISBN 9781403917232 / ISBN 9781403938695)
- Israelit Safa Yafa, 2008, Am Oved (ISBN 978-965-13-1963-1)
- Engaging – A Guide to Interacting Respectfully and Reciprocally with Aboriginal and Torres Strait Islander People, and their Arts Practices and Intellectual Property, 2015
- Dictionary of the Barngarla Aboriginal Language of Eyre Peninsula, South Australia, 2018
- Jewish Language Contact (Special Issue of the International Journal of the Sociology of Language 226, 2014
- Burning Issues in Afro-Asiatic Linguistics  Arhivirana inačica izvorne stranice od 16. kolovoza 2020. (Wayback Machine), 2012
- Barngarlidhi Manoo (Speaking Barngarla Together), Barngarla Language Advisory Committee, 2019. (Barngarlidhi Manoo - Part II)

### Eseji
- Zuckermann, Ghil'ad; Quer, Giovanni; Shakuto, Shiori. 2014. Native Tongue Title: Proposed Compensation for the Loss of Aboriginal Languages. Australian Aboriginal Studies. 2014/1: 55–71
- Zuckermann, Ghil'ad; Walsh, Michael. 2014. “Our Ancestors Are Happy!”: Revivalistics in the Service of Indigenous Wellbeing. Foundation for Endangered Languages. XVIII: 113–119
- Zuckermann, Ghil'ad; Walsh, Michael. 2011. Stop, Revive, Survive: Lessons from the Hebrew Revival Applicable to the Reclamation, Maintenance and Empowerment of Aboriginal Languages and Cultures (PDF). Australian Journal of Linguistics. 31: 111–127
- Zuckermann, Ghil'ad. 2009. Hybridity versus Revivability: Multiple Causation, Forms and Patterns (PDF). Journal of Language Contact. 2: 40–67
- Zuckermann, Ghil'ad. 2006. A New Vision for "Israeli Hebrew": Theoretical and Practical Implications of Analysing Israel's Main Language as a Semi-Engineered Semito-European Hybrid Language (PDF). Journal of Modern Jewish Studies. 5: 57–71
- Zuckermann, Ghil'ad. 2004. Cultural Hybridity: Multisourced Neologization in "Reinvented" Languages and in Languages with "Phono-Logographic" Script (PDF). Languages in Contrast. 4: 281–318
- Zuckermann, Ghil'ad. 2003. Language Contact and Globalisation: The Camouflaged Influence of English on the World's Languages – with special attention to Israeli (sic) and Mandarin (PDF). Cambridge Review of International Affairs. 16: 287–307
- Zuckermann, Ghil'ad. 2008. 'Realistic Prescriptivism': The Academy of the Hebrew Language, its Campaign of 'Good Grammar' and Lexpionage, and the Native Israeli Speakers (PDF). Israel Studies in Language and Society. 1: 135–154
- "Complement Clause Types in Israeli", Complementation: A Cross-Linguistic Typology, Oxford University Press, pp. 72–92, 2006.
- " 'Etymythological Othering' and the Power of 'Lexical Engineering' in Judaism, Islam and Christianity. A Socio-Philo(sopho)logical Perspective", Explorations in the Sociology of Language and Religion, John Benjamins, pp. 237–258, 2006.
- "Blorít: Pagans' Mohawk or Sabras' Forelock?: Ideological Secularization of Hebrew Terms in Socialist Zionist Israeli", The Sociology of Language and Religion: Change, Conflict and Accommodation, Palgrave Macmillan, pp. 84–125, 2010.
- "Icelandic: Phonosemantic Matching", Globally Speaking: Motives for Adopting English Vocabulary in Other Languages, Multilingual Matters, pp. 19–43, 2008.

## Filmografija
- Fry's Planet Word, Stephen Fry
- SBS: Living Black: S18 Ep9 - Linguicide
- Babbel: Why Revive A Dead Language? - Interview with Prof. Ghil'ad Zuckermann
- Language Revival: Securing the Future of Endangered Languages, edX MOOC

## Vanjske poveznice
- Ghil'ad Zuckermann, D.Phil. (Oxon.)
- University Staff Directory: Professor Ghil'ad Zuckermann
- Ghil'ad Zuckermann, Academia  Arhivirana inačica izvorne stranice od 6. svibnja 2018. (Wayback Machine)
- Jewish Language Research Website: Ghil'ad Zuckermann  Arhivirana inačica izvorne stranice od 18. lipnja 2018. (Wayback Machine)
- Professor Ghil'ad Zuckermann's website
- Australian of the Day: Ghil'ad Zuckermann
- Voices of the land, Anna Goldsworthy, The Monthly, September 2014.
- BBC World Service: Reawakening Language